# Junior Kelly
Junior Kelly   (Kingston, 23 de setembre de 1969) és un cantant de reggae jamaicà.

## Trajectòria
Keith Morgan va estudiar a l'escola secundària de St. Catherine. Després de la mort del seu germà, DJ Jim Kelly, va adoptar el sobrenom de Junior Kelly.
El seu primer èxit internacional, «If Love So Nice», de 1999, inclòs a l'àlbum Rise, el va enregistrar al Regne Unit amb Mafia & Fluxy. El seu èxit va despertar l'interès de VP Records, per a qui va gravar l'àlbum de 2001 Love So Nice, que incloïa l'èxit «Boom Draw», i va comptar amb músics com Leroy Wallace, Dean Fraser i Winston Bowen.
El segon àlbum de Kelly per a VP Records, Smile, es va publicar el 2003. L'àlbum de 2005 Tough Life va incloure un duet amb June Lodge a «Love You Like That», una actualització del seu èxit «Someone Loves You». El 2010 va publicar Red Pond, títol en referència a la comunitat del gueto de Spanish Town, amb contribucions de Ras Shiloh, Lukie D i Queen Ifrica. El 2019 va fer una gira europea amb Thomas Evers de Rockers Artist Agency per a celebrar el 25è aniversari de l'àlbum Love So Nice.

## Discografia

### Àlbums
- Rise (2000), Charm
- Juvenile (2000), Jet Star
- Juvenile in Dub (2000), Jet Star
- Love So Nice (2001), VP
- Conscious Voice (2002), Penitentiary
- Bless (2003), Penitentiary
- Smile (2003), VP
- Creation (2004), Penitentiary
- Tough Life (2005), VP
- Red Pond (2010), VP
- Piece Of The Pie (2013), VP
- Urban Poet (2015), Irie Vibrations

#### Compartits
- 3 Wise Men Volume II (2001) – amb Sizzla, Luciano, i Qshandia
- The Five Disciples (2002) – amb Sizzla, Anthony B, Luciano, i Capleton
- Five Disciples Part II (2003) – amb Sizzla, Capleton, Luciano, and Anthony B
- Kings Of Zion (2003) – amb Sizzla, Anthony B i Capleton
- Toe 2 Toe 5 (2003) – amb Sizzla